# Lúcio Figueirêdo
Lúcio da Cunha Figueirêdo (15 settembre 1927 – ...) è stato un pallanuotista brasiliano.
È stato membro del Brasile che ha partecipato ai Giochi di Helsinki 1952, nel torneo di pallanuoto, classificandosi al nono posto.